# Cable Beach

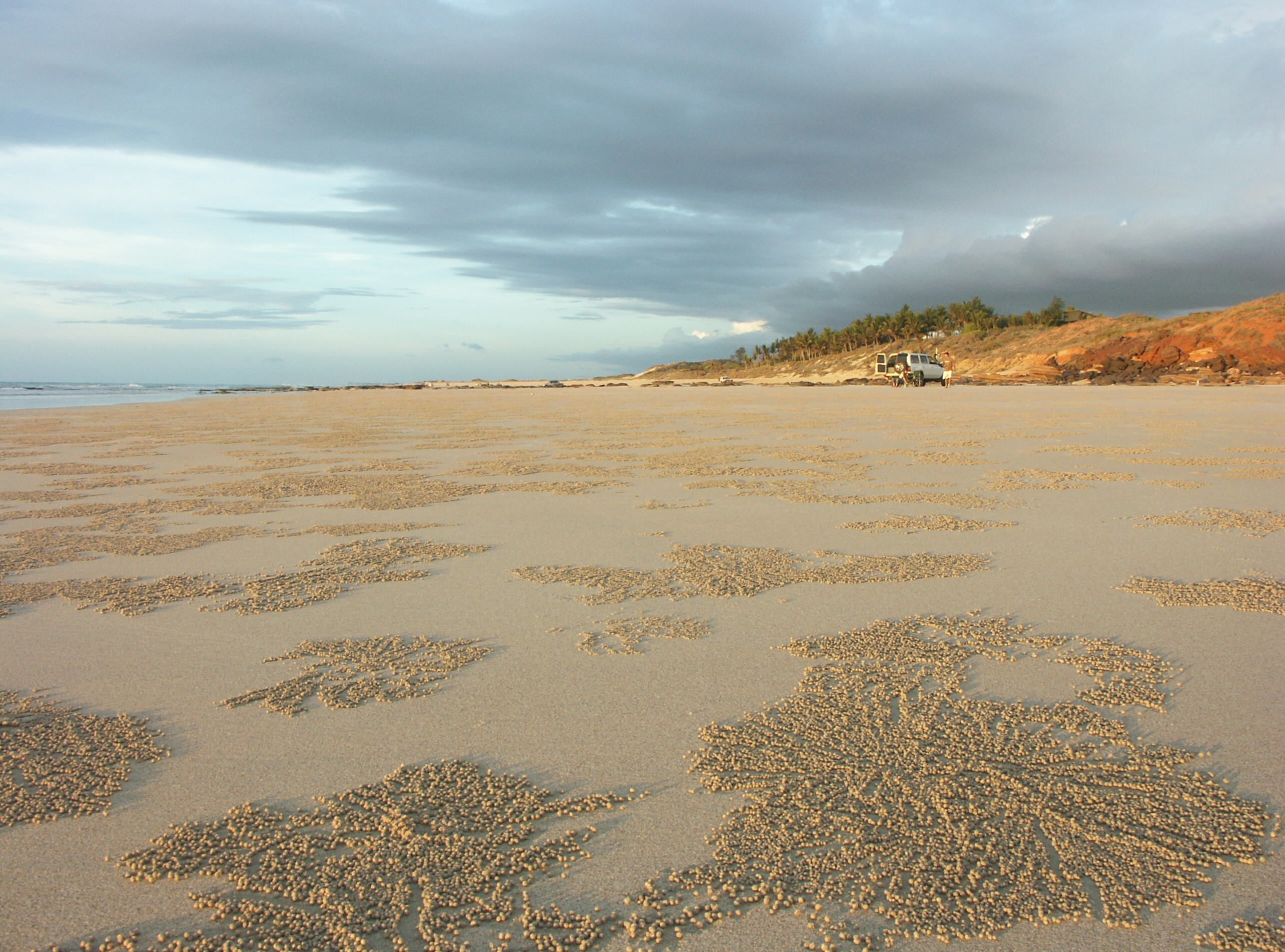
Cable Beach vor dem Sonnenuntergang

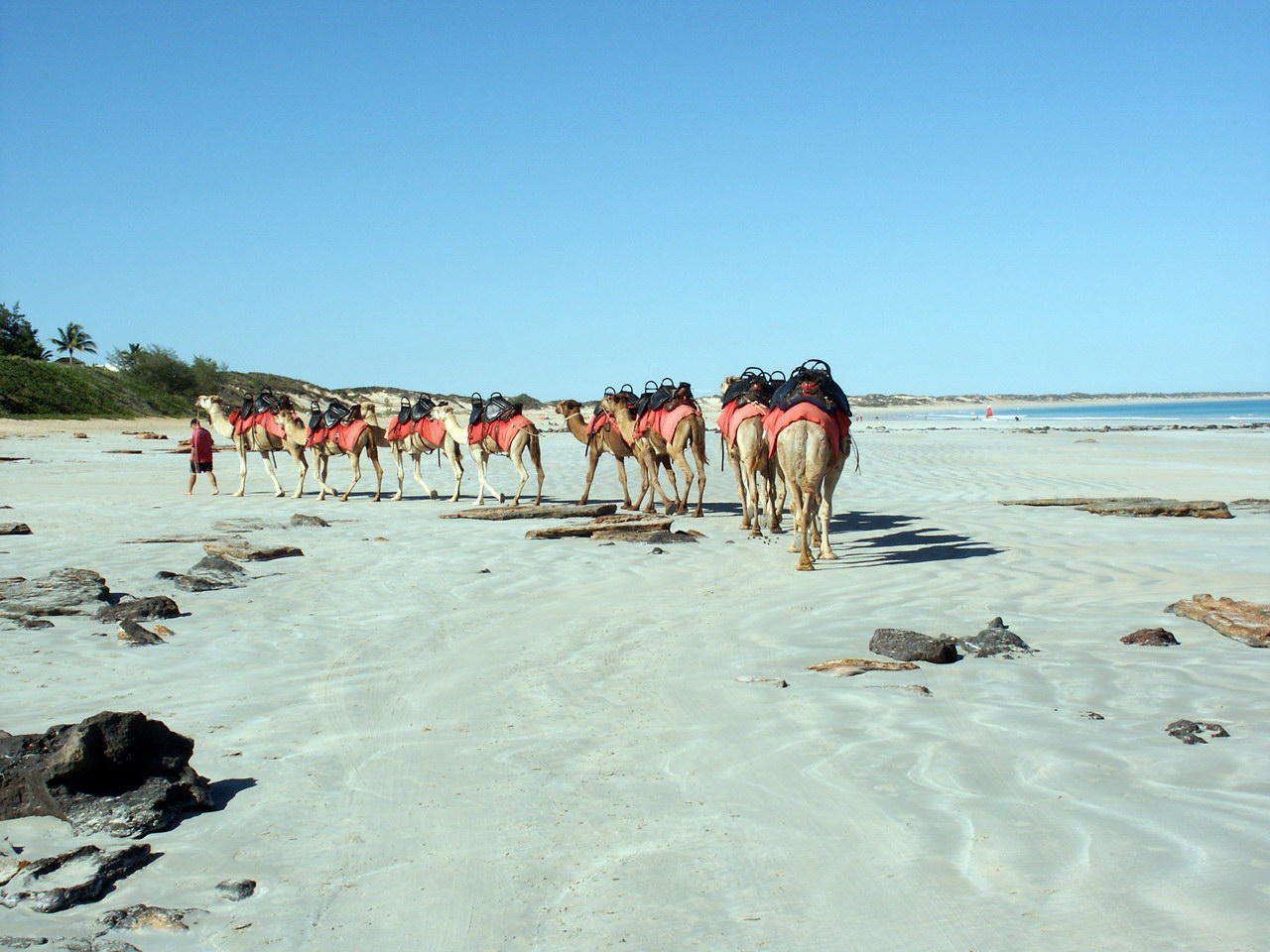
Kamele am Cable Beach

Cable Beach ist ein 22 Kilometer langer Sandstrand bei Broome in Australien. Benannt wurde er nach dem ersten Telegrafenkabel, das 1889 zwischen Broome und Java verlegt wurde.
Der Strand ist ein beliebtes Touristenziel, die ersten Kilometer zur Stadt hin sind sehr belebt, der Strand kann aber mit dem Auto befahren werden, so sind auch ruhigere Bereiche erreichbar.
Nacktbaden ist erlaubt, wird aber nur wenig genutzt.
Viel von Broomes Freizeitleben spielt sich auf diesem Strand ab: Familienpicknick, Hundespaziergänge, Bade- und Surfausflüge.
Bekannt ist der Strand auch für seine Kameltouren im Sonnenuntergang.